# Huawei
Huawei (kinesiska: 华为?, pinyin: Huá wéi) är ett kinesiskt IKT-företag som tillverkar och säljer kommunikationsutrustning till operatörer, konsumenter och företag. Huawei är den största tillverkaren av telekommunikationsutrustning i världen, sedan företaget gått om Ericsson.
Företagets huvudkontor ligger i Shenzhen i Guangdongprovinsen i Kina. Huawei har 170 000 anställda och företagets lösningar och produkter används i över 170 länder. 2011 hade företaget en omsättning på 203,9 miljarder kinesiska yuan (motsvarande cirka 215 miljarder kronor).

## Historik
Huawei grundades 1987 av Ren Zhengfei. Det är ett privat företag som enligt företaget självt ägs av sina anställda men som enligt kritiker har kopplingar till den kinesiska staten. Beslutsfattarna i det holdingbolag som äger 99 procent av Huaweis aktier tillsätts av den statskontrollerade fackföreningen.
Huawei etablerade 2000 en forskning och utvecklingsorganisation i Kista, Sverige. I dag har bolaget över 500 anställda i Sverige inom forskning, utveckling och försäljning. Huaweis svenska forskning och utvecklingsorganisation har 350 anställa med kontor i Kista, Lund och Göteborg. I Sverige är de kända för att tillverka USB-modem för mobilt bredband samt utbyggnad av 4G-nätet till Tele2 och Telenor. Företaget uttalade i maj 2012 att de satsar på att inom tre år bli en av de tre största mobiltelefontillverkarna. Huawei har även påbörjat sin satsning inom den Nordiska enterprisemarknaden i form av Networks, Applications och Services.

## Kritik
I juni 2011 uppgav anställda på Huawei i Sverige att de blivit utsatta för hot, trakasserier och offentliga bestraffningar. I samband med detta hade fackombudsmannen utan framgång försökt förmå företaget att teckna kollektivavtal. I juni 2012 lämnade Huawei in en ansökan om att bli medlem i arbetsgivarorganisationen Almega och därmed teckna kollektivavtal.
Dokument som läckte ut 2019 avslöjade att Huawei "i hemlighet hjälpte den nordkoreanska regeringen att bygga och underhålla landets kommersiella trådlösa nätverk", möjligen i strid med internationella sanktioner.

## Förbud
Vissa eller alla Huawei-produkter är förbjudna i Australien, Kanada, Indien, Japan, Sverige, Storbritannien och USA.